# Haynes (Bedfordshire)
Haynes – wieś w Anglii, w hrabstwie ceremonialnym Bedfordshire, w dystrykcie (unitary authority) Central Bedfordshire. Leży 10 km na południe od centrum miasta Bedford i 64 km na północ od centrum Londynu.